# Лучицька сільська рада (Новоград-Волинський район)
Лучицька сільська рада — колишня адміністративно-територіальна одиниця та орган місцевого самоврядування у Городницькому, Ярунському, Ємільчинському і Новоград-Волинському районах Коростенської й Волинської округ, Київської й Житомирської областей Української РСР та України з адміністративним центром у с. Лучиця.

## Населені пункти
Сільській раді були підпорядковані населені пункти:
- с. Лучиця
- с. Анастасівка
- с. Мала Анастасівка
- с. Перелісок

## Населення
Кількість населення ради, станом на 1923 рік, становила 1 229 осіб, кількість дворів — 277.
Відповідно до результатів перепису населення СРСР, кількість населення ради, станом на 12 січня 1989 року, становила 1 157 осіб.
Станом на 5 грудня 2001 року, відповідно до перепису населення України, кількість мешканців сільської ради становила 958 осіб.

## Склад ради
Рада складалась з 16 депутатів та голови.

### Керівний склад сільської ради
| ПІБ                            | Основні відомості                                                    | Дата обрання | Дата звільнення |
| ------------------------------ | -------------------------------------------------------------------- | ------------ | --------------- |
| Юзвінська Марія Дмитрівна      | Сільський голова, 1956 року народження, освіта, член народної партії | 26.03.2006   | 01.10.2007      |
| Костюк Володимир Олександрович | Сільський голова, 1969 року народження, освіта, безпартійний         | 16.03.2008   | 31.10.2010      |
| Костюк Володимир Олександрович | Сільський голова, 1969 року народження, освіта середня спеціальна    | 31.10.2010   |                 |

Примітка: таблиця складена за даними джерела

## Історія
Створена 1923 року в складі сіл Лучиця, Перевезня, хуторів Мухарів, Устя (Шопи Устянські), Шопи-Городницькі (згодом — Шопи) та колоній Гофманівка, Нова (Нейдорф) Городницької волості Новоград-Волинського повіту Волинської губернії. На 17 грудня 1926 року в підпорядкуванні числився х. Забарчик. Станом на 1 жовтня 1941 року на обліку значився Городницький поселок, хутори Забарчик, Мухарево, Устя та колонії Гофманівка і Нова не перебували на обліку населених пунктів.
Станом на 1 вересня 1946 року сільська рада входила до складу Городницького району Житомирської області, на обліку в раді перебували с. Лучиця та х. Шопи, с. Перевезня та Городницький поселок не значилися на обліку населених пунктів.
11 серпня 1954 року, відповідно до указу Президії Верховної ради Української РСР «Про укрупнення сільських рад по Житомирській області», до складу ради включено села Анастасівка, Мала Анастасівка, слободу Любтов та х. Дзержинськ (згодом — Перелісок) ліквідованої Анастасівської сільської ради Городницького району. 29 червня 1960 року х. Шопи знятий з обліку населених пунктів. Станом на 1 березня 1961 року слоб. Любтов не значилася на обліку населених пунктів. 27 червня 1969 року офіційно взято на облік новоутворений населений пункт селище Перелісок.
На 1 січня 1972 року сільська рада входила до складу Новоград-Волинського району Житомирської області, на обліку в раді перебували села Анастасівка, Лучиця, Мала Анастасівка та с-ще Перелісок.
Припинила існування 29 грудня 2016 року в зв'язку з об'єднанням до складу Городницької селищної територіальної громади Новоград-Волинського району Житомирської області.
Входила до складу Городницького (7.03.1923 р.), Ярунського (28.11.1957 р.), Ємільчинського (29.11.1957 р.) та Новоград-Волинського (15.09.1958 р.) районів.